# Angela Nikoletti
Angela Nikoletti (* 31. Mai 1905 in Margreid; † 30. Oktober 1930 in Kurtatsch) war eine Südtiroler Lehrerin. Bekannt ist sie aufgrund ihres Einsatzes für die deutsche Schule (Katakombenschule) zur Zeit des Faschismus.
Angela Nikolettis Kindheit war geprägt durch den Ersten Weltkrieg und die Krankheit ihrer Mutter. Einen Großteil ihrer Kinderjahre verbrachte sie bei Verwandten zuerst in Kurtatsch und nach dem Tod ihrer Mutter (1920) in Terlan. Dort half sie in der Hauswirtschaft mit. Durch den häufigen Umgang mit Kindern reifte in ihr der Wunsch, Lehrerin zu werden. In Zams besuchte sie im Jahr 1922 mit Erfolg die 1. Klasse der Lehrerbildungsanstalt. Inzwischen hatten aber die Faschisten im Land die Macht ergriffen, und als sie nach den Sommerferien zum Besuch der 2. Klasse nach Zams zurückkehren wollte, wurde ihr die Ausreise verweigert. Schülerin einer Nordtiroler Schule zu sein sowie das von ihr verfasste Gedicht „Tirolerland“, das die Machthaber zufällig entdeckt hatten, genügten, um sie – noch minderjährig – zur Staatsfeindin werden zu lassen.
Mit einiger Verspätung beendete Angela Nikoletti ihre Ausbildung, im Juli 1926 bekam sie das Lehrbefähigungszeugnis.
Bald nach ihrer Rückkehr kam sie vermutlich mit dem Rechtsanwalt Josef Noldin und dem Lehrer Rudolf Riedl in Kontakt. Kanonikus Michael Gamper hatte mit deren Unterstützung schon einige Jahre vorher die deutsche Notschule aufgebaut. „…Jede Hütte, jedes Haus muss zum Schulhaus, jede Stube zur Schulstube werden…“, lautete Gampers eindringliche Forderung. Auch Nikoletti erkannte die Gefahren der Zeit und verschrieb sich der Aufgabe, den einheimischen Kindern Deutschunterricht zu geben. Immer wieder wurde sie von der faschistischen Polizei abgefangen, verhört und massiv bedroht; trotzdem ließ sie nicht davon ab, die Kinder um sich zu versammeln und sie deutsches Lesen und Schreiben zu lehren. Angela Nikoletti wurde von den Behörden so lange schikaniert und eingesperrt, bis ihre Gesundheit zusammenbrach. Sie verstarb 25-jährig an einer schweren Krankheit.
So schilderte sie eines der vielen Verhöre: „Abend. Verhör. Alles sollte ich gestehen. Wer mich angestellt, wer mich bezahlt, von welchen Familien ich die Kinder unterrichte usw.… Ich gab zur Antwort: Wenn sie so neugierig sind, sollen sie selbst suchen gehen. Mich haben sie ja auch gefunden. Mehr brachten sie nicht heraus. (…) Meine Tanten aus Tramin wollten mir ein Nachtessen bringen. Beide wurden samt dem Essen zur Tür hinausgeworfen, unter Drohungen und Beschimpfungen … Um 11 Uhr nachts führten sie mich in den feuchten Keller. Bis zum Morgengrauen lehnte ich an der nasskalten Wand. Müde, abgeschlagen …“